# Brest, Ig
Brest este o localitate din comuna Ig, Slovenia, cu o populație de 278 de locuitori.